# Matka-bohater (Federacja Rosyjska)
Matka-bohater (ros. Мать-героиня, trn. Mat’-gieroinia) – wysoki tytuł honorowy i order Federacji Rosyjskiej, wzorowany na radzieckim tytule o tej samej nazwie, przyznawany kobietom, które urodziły i wychowały co najmniej dziesięcioro dzieci.
Osobom wyróżnionym tytułem przysługuje także Order Matki-bohaterki. Tytuł i order zostały ustanowione Dekretem Prezydenta Federacji Rosyjskiej z dnia 15 sierpnia 2022 roku nr 558 „O niektórych usprawnieniach systemu odznaczeń państwowych Federacji Rosyjskiej”.

## Status
Zgodnie z Dekretem Prezydenta Federacji Rosyjskiej z dnia 15 sierpnia 2022 roku nr 558 „O niektórych kwestiach usprawnienia systemu odznaczeń państwowych Federacji Rosyjskiej” tytuł Matki-bohaterki jest najwyższą formą wyróżnienia dla kobiet, które urodziły i wychowały dziesięcioro lub więcej dzieci. Nagrodzona matka i jej dzieci muszą być obywatelami Rosji i tworzyć społecznie odpowiedzialną rodzinę, matka jest zobowiązana zapewniać odpowiedni poziom opieki nad zdrowiem, edukacją, rozwojem fizycznym, duchowym i moralnym dzieci.
Tytuł nadawany jest matce, gdy jej dziesiąte dziecko ukończy pierwszy rok życia i jeśli żyją wszystkie jej starsze dzieci. Jednak jak wskazano w dekrecie, przy nadawaniu tytułu uwzględnia się także dzieci, które „poległy lub zaginęły w obronie Ojczyzny lub jej interesów, przy wykonywaniu obowiązków wojskowych, służbowych lub cywilnych, a także w wyniku aktów terroryzmu i sytuacji nadzwyczajnych” oraz dzieci, które „zmarły wskutek rany, wstrząśnienia mózgu, urazu lub choroby odniesionej w określonych okolicznościach albo w wyniku wypadku przy pracy lub choroby zawodowej”.
Matka-bohater otrzymuje znak tytułu – Order Matki-bohaterki, noszony po lewej stronie klatki piersiowej nad innymi odznaczeniami państwowymi Rosji i odznaczeniami państwowymi ZSRR oraz zaświadczenie o nadaniu tytułu. W aktualnej hierarchii odznaczeń państwowych order znajduje się po złotym medalu Bohatera Pracy Federacji Rosyjskiej.

## Opis orderu

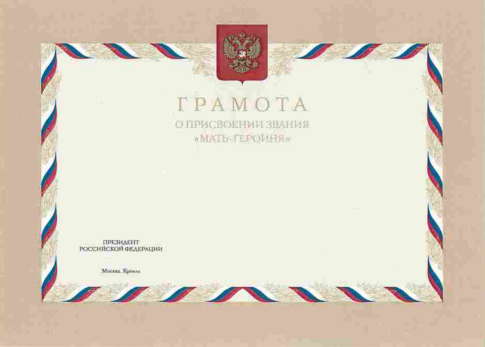
Świadectwo nadania tytułu

Order Matki-bohaterki wykonany jest ze złota. Jest to pięcioramienna gwiazda z ramionami złożonymi ze złotych i srebrnych promieni.
Na awersie w centrum gwiazdy umieszczono okrągły medalion z wizerunkiem herbu Rosji. Medalion pokryty jest czerwoną emalią i otoczony złotym okręgiem z wypukłym napisem МАТЬ-ГЕРОИНЯ („Matka bohaterka”). Na rewersie znajduje się numer orderu. Odległość pomiędzy przeciwległymi końcami gwiazdy wynosi 30 mm.
Odznaka orderu za pomocą oczka i pierścienia połączona jest z pozłacaną metalową zawieszką w kształcie kokardy pokrytej trójkolorową morową wstążką w barwach flagi Rosji. Na środku kokardka jest przewiązana ozdobnym pierścionkiem z umieszczonym pośrodku diamentem. Szerokość zawieszki wynosi 20 mm, a długość 30 mm.
Z tyłu zawieszki znajduje się agrafka umożliwiająca przypięcie orderu do ubrania.

## Nagroda pieniężna
Dekret Prezydenta Federacji Rosyjskiej z dnia 15 sierpnia 2022 roku nr 558 „O niektórych kwestiach usprawnienia systemu odznaczeń państwowych Federacji Rosyjskiej” ustalił, że przy nadaniu tytułu nagrodzonej matce wypłacana jest jednorazowa nagroda pieniężna w kwocie 1 miliona rubli. Tryb wypłacania nagród pieniężnych ustala Rząd Federacji Rosyjskiej.